# Bakir Izetbegović
Bakir Izetbegović (Saraievo, 28 de junho de 1956) é um político bósnio, foi presidente do seu país, de 2010 a 2011, 2012, 2014, 2016 e 2018. É membro do Partido da Ação Democrática e filho do falecido presidente bósnio Alija Izetbegović. Em 2010 foi eleito como membro bosníaco da Presidência da Bósnia e Herzegovina, cargo tripartido que partilha com Željko Komšić e Nebojša Radmanović.

## Carreira
Izetbegović licenciou-se em arquitetura pela Universidade de Saraievo em 1981. De 1982 a 1992 trabalhou como consultor numa firma de arquitetura. Entrou na política em 2000, e após servir em duas assembleias regionais foi eleito para o Parlamento da Bósnia e Herzegovina em 2006. Em maio de 2009, foi derrotado numa eleição partidária pela liderança do Partido de Ação Democrática.

## Eleição
A 3 de outubro de 2010, Izetbegović foi eleito para a Presidência da Bósnia e Herzegovina como membro bosníaco desta. Ficou em primeiro lugar (em nove) com uma percentagem de 35% dos votos. O segundo classificado, Fahrudin Radončić, recebeu 31% enquanto que o membro bosníaco da Presidência na altura em exercício, Haris Silajdžić, teve apenas 25%. Os seis restantes candidatos tiveram um total de 9% dos votos.

## BH Telecom
Em 2010, Izetbegović assegurou que a companhia de telecomunicações estatal BH Telecom comprasse um edifício com construção por terminar em Saraievo por 34 milhões de marcos convertíveis (17,4 milhões de euros) à companhia OKI. Os antigos proprietários eram apoiantes de longa data do Partido de Ação Democrática que não conseguiriam vender o edifício por mais de 20 milhões de marcos convertíveis.